# Weiße Marter (Ebersberg)

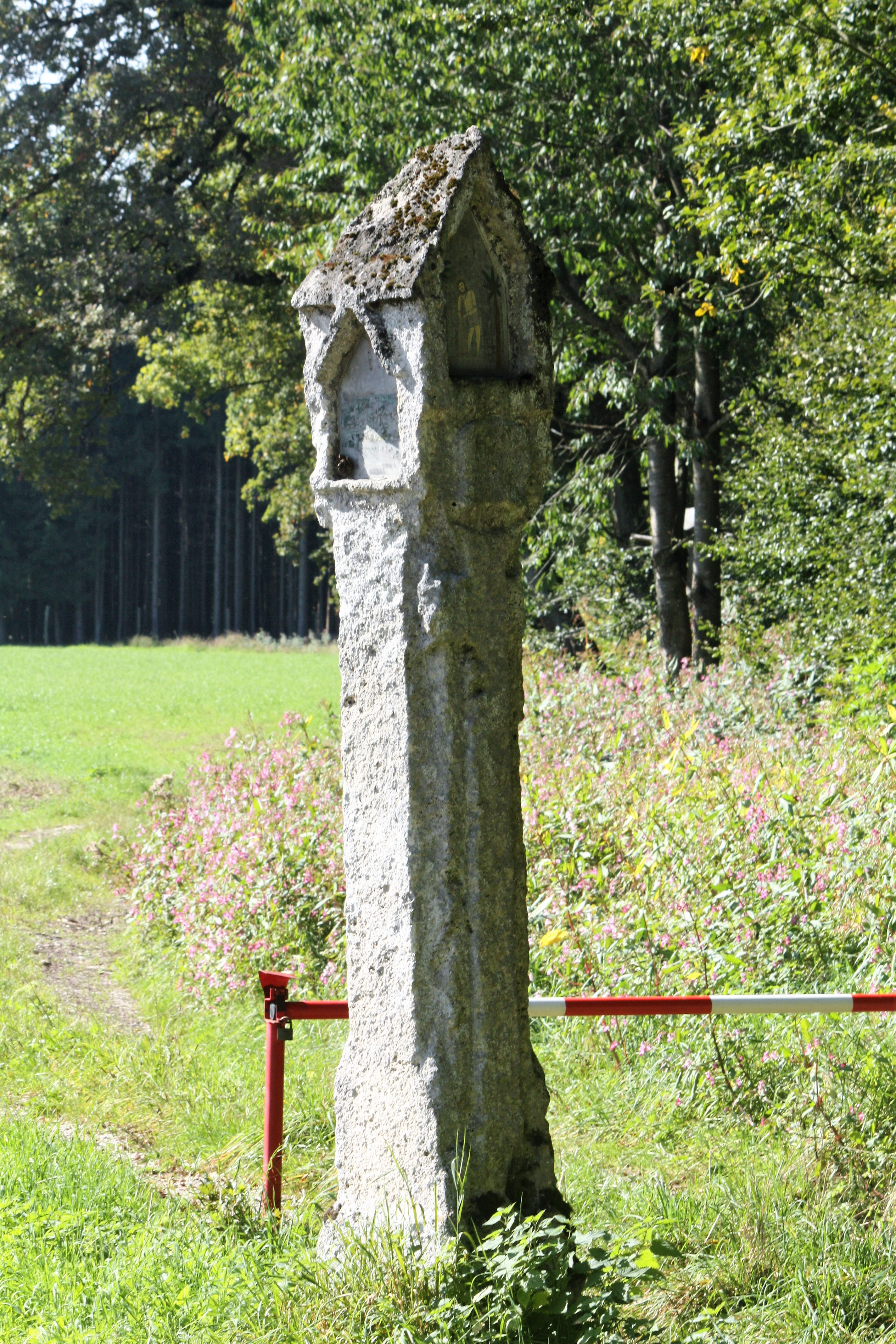
Weiße Marter

Die Weiße Marter im Ebersberger Forst, östlich von München, ist ein historischer Bildstock. Das Bayerische Landesamt für Denkmalpflege verzeichnet sie unter der Denkmalnummer D-1-75-115-45.

## Standort
Die Weiße Marter befindet sich an einem Wegesrand, bei einem Feld im Schwabener Holz des Ebersbergerer Forstes. Der Standort liegt am nördlichen Rand des Gemeindegebietes der Stadt Ebersberg. Unweit verläuft die Staatsstraße 2080 zwischen Ebersberg und Schwaberwegen.

## Beschreibung
Die Marter ist ein schlanker Pfeiler mit Kreuzrelief und Nischenaufsatz aus Tuffstein und stammt aus dem 16. Jahrhundert.
In den drei Nischen finden sich die Reste gemalter Bilder. Die Nische an der Frontseite, die in östliche Richtung blickt, zeigt ein Bild Jesu, zwischen zwei Palmen im Kerker, mit Ketten an einen Felsen gefesselt.
In der linken Nische ist ein Bild der Stadt Ebersberg zu sehen, wie ein Reisender die Stadt erblickt, wenn er in diese Richtung weiter läuft und über die Ludwigshöhe die Stadt erreicht. Im Himmel über der Stadt schwebt der Heilige Sebastian, der Schutzpatron der Stadt, dessen Hirnschale als Reliquie in der Kirche St. Sebastian aufbewahrt wird und die Stadt zu einem Wallfahrtsort machte.
In der rechten Nische wird die Szene dargestellt, in der der hl. Hubertus, der Schutzpatron der Jagd, den Hirsch mit dem Kruzifix erblickt. Folgt man der Staatsstraße in diese Richtung, kommt man im Forst an der Hubertuskapelle vorbei, von der aber die älteste Erwähnung erst aus dem Jahre 1783 stammt.

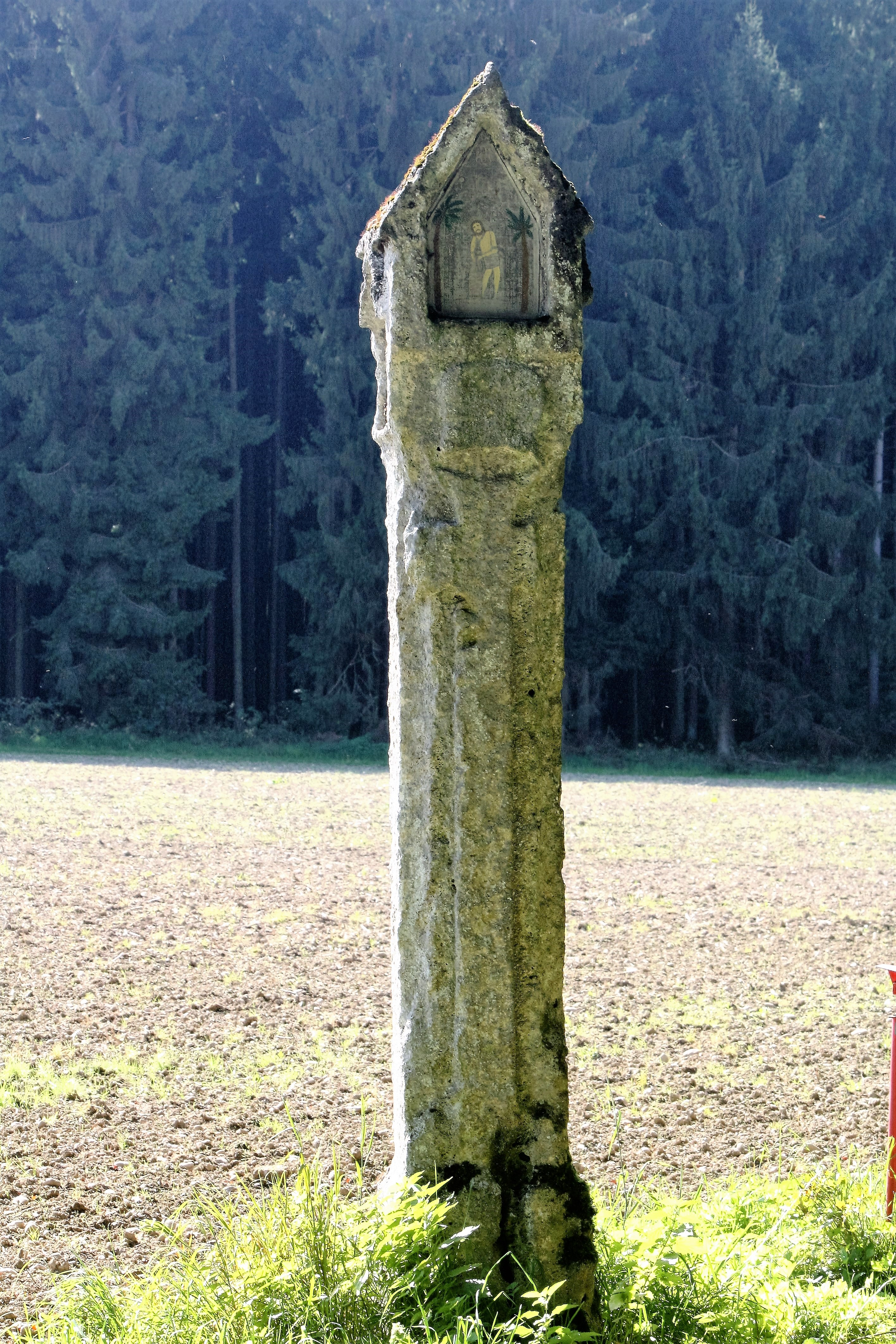
Vorderansicht von Osten her
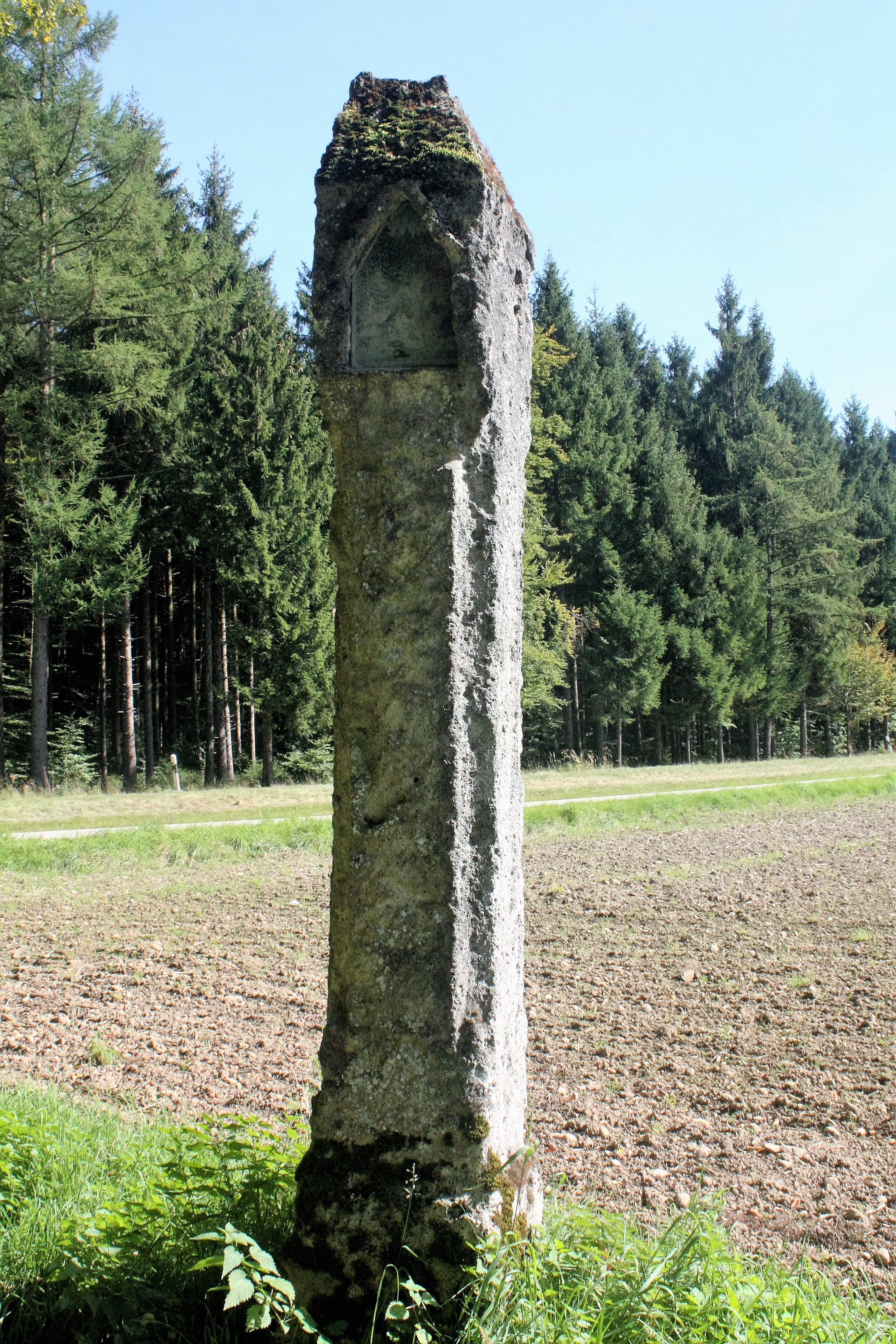
Nord- und Westseite
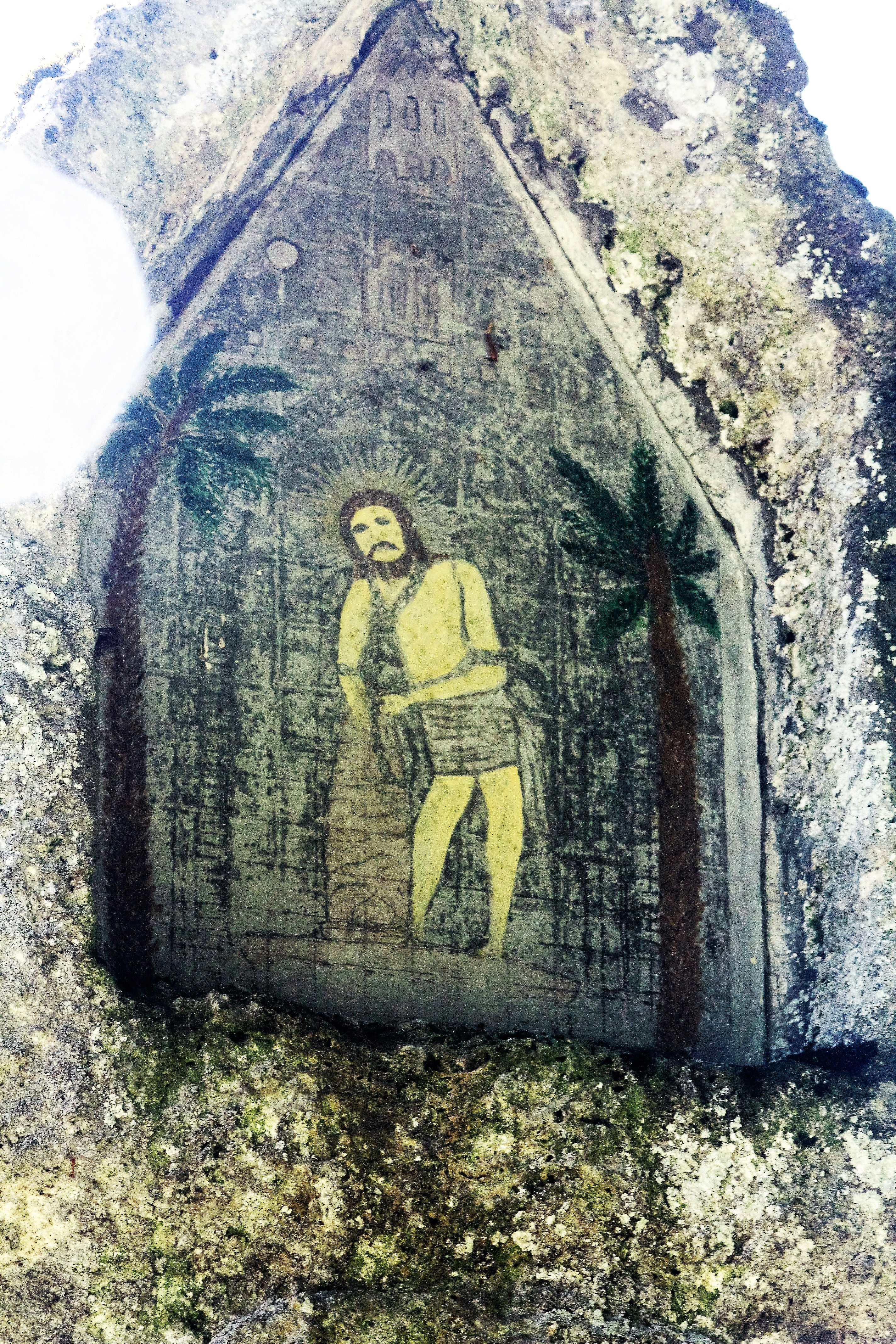
Jesus in Ketten
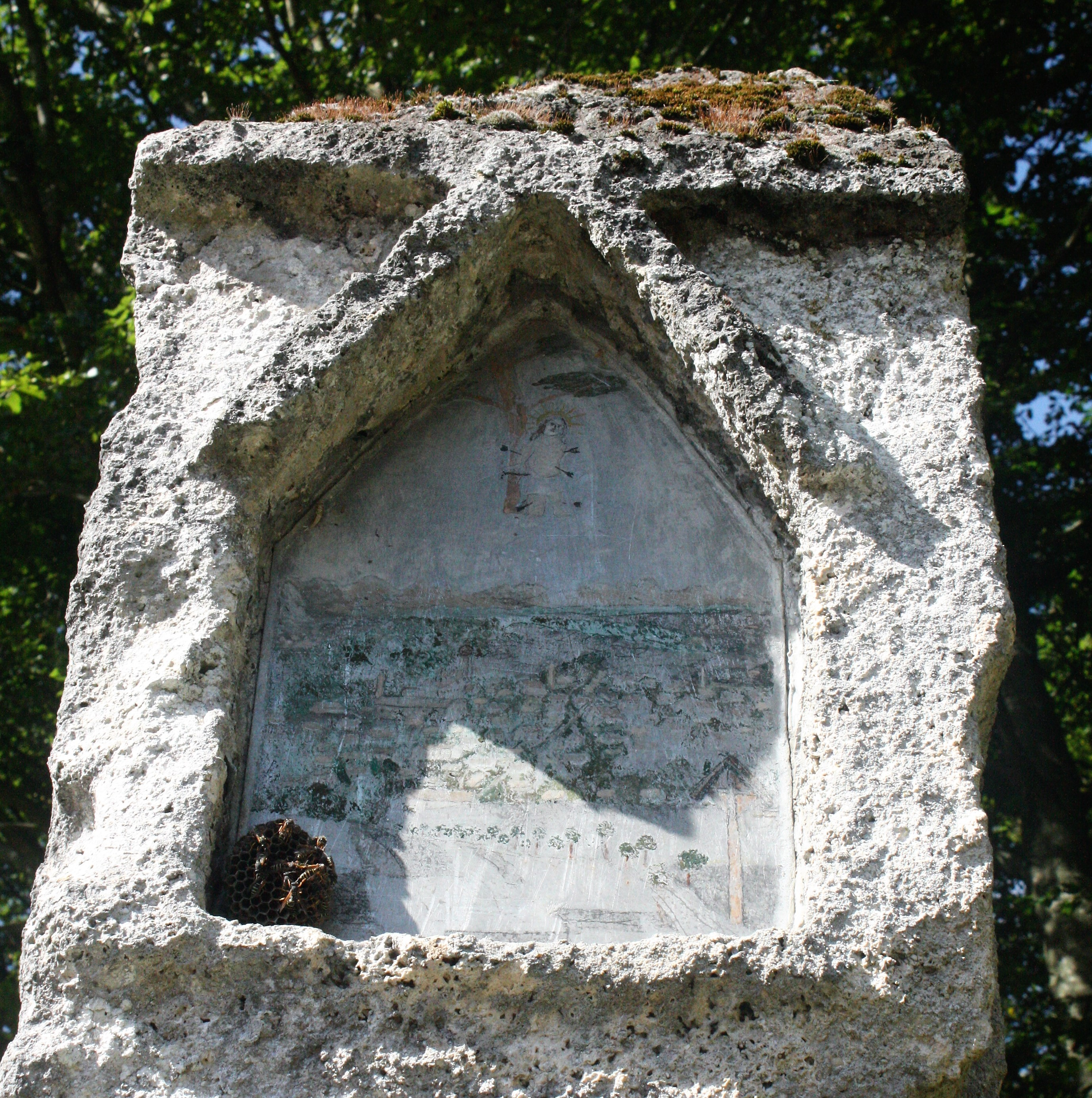
St. Sebastian über Ebersberg
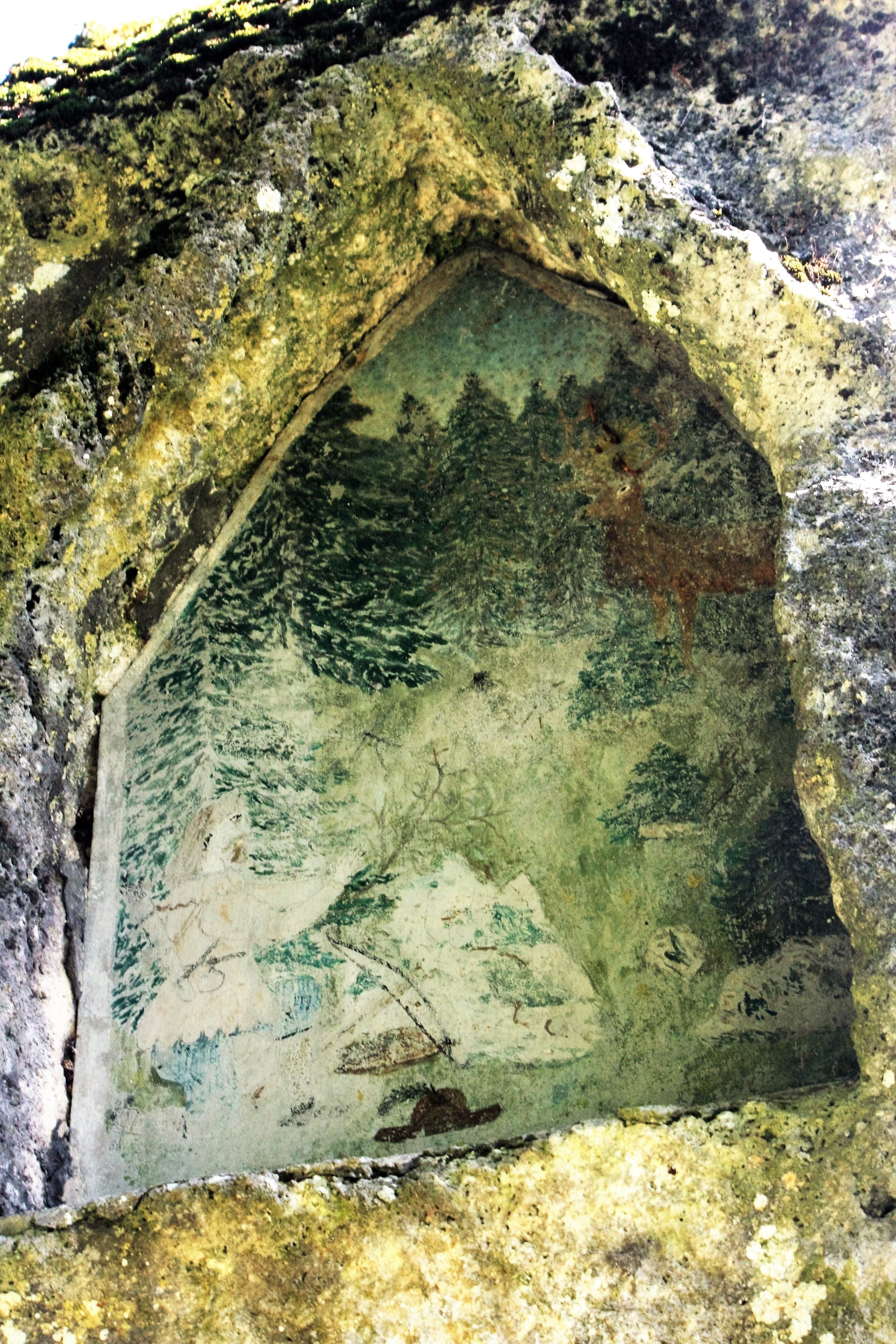
St. Hubertus